# Иган, Сьюзан
Сью́зан Фа́ррелл И́ган (англ. Susan Farrell Egan; род. 18 февраля 1970, Сил-Бич, Калифорния) — американская актриса

, певица и танцовщица

.

## Биография
Сьюзан Фаррелл Иган родилась 18 февраля 1970 года в Сил-Биче, штат Калифорния, США. Она училась в средней школе Лос-Аламитос, а также в расположенной рядом средней школе искусств округа Ориндж и Калифорнийском университете в Лос-Анджелесе.

## Карьера
Начиная с 1979 года, Иган сыграла более чем в пятидесяти фильмах, телесериалах и театральных постановках. Она наиболее известна по роли Белль в адаптации бродвейского мюзикла «Красавица и чудовище» (1994), за которую была номинирована на премии «Тони» и «Драма Деск». Озвучила Мегару в мультфильме «Геркулес» (1997), Роуз Кварц в мультсериалах «Вселенная Стивена» (2014—2018) и «Вселенная Стивена: Будущее» (2019); Мадам Джину и Лин в английском дубляже аниме «Порко Россо» (1992) и «Унесённые призраками» (2001), соответственно.

## Личная жизнь
С 26 июня 2005 года Иган замужем за Робертом Хартманном. У супругов есть две дочери — Нина Хартманн (род. 6 февраля 2007) и Айла Хартманн (род. 15 декабря 2009).

## Избранная фильмография
| Год       |    | Русское название           | Оригинальное название  | Роль                                                       |
| --------- | -- | -------------------------- | ---------------------- | ---------------------------------------------------------- |
| 1992      | мф | Порко Россо                | 紅の豚                 | мадам Джина                                                |
| 1996      | с  | Нас пятеро                 | Party of Five          | Лорен Гордон                                               |
| 1997      | мф | Геркулес                   | Hercules               | Мегара                                                     |
| 2001      | мф | Унесённые призраками       | 千と千尋の神隠し       | Лин                                                        |
| 2002      | ф  | Прорвёмся!                 | Gotta Kick It Up!      | Хезер Бартлетт                                             |
| 2004      | ф  | Из 13 в 30                 | 13 Going on 30         | Трейси Хэнсен                                              |
| 2009      | с  | Доктор Хаус                | House                  | Одри Гринвальд                                             |
| 2014—2018 | с  | Вселенная Стивена          | Steven Universe        | маленький кит / леди / Роуз Кварц / розовый алмаз / галька |
| 2019      | с  | Вселенная Стивена: Будущее | Steven Universe Future | Роуз Кварц                                                 |